# 格林德利高原
84°9′S 166°5′E / 84.150°S 166.083°E
格林德利高原是南極洲的高原，位於沙克爾頓海岸，屬於亞歷山德拉皇后山脈的一部分，該高原以新西蘭探險隊的地質學家命名。